# Колчелалто (Арецо)
Колчелалто је насеље у Италији у округу Арецо, региону Тоскана.
Према процени из 2011. у насељу је живело 67 становника. Насеље се налази на надморској висини од 777 м.